# 高野歩夢
高野 歩夢（たかの あゆむ、1997年7月21日 - ）は、長野県生まれのYouTuber。

## 来歴
帝京長岡サッカー部出身。1年次に第92回全国高等学校サッカー選手権大会のメンバーに選ばれた。
阪南大学、ポルトガル留学を経て一時サッカーを引退する。
2017年にあゆむチャンネルを開設。
2021年にKONAMIの公式YouTubeチャンネルが運営するサッカークラブ、WINNER'Sの一員となる。
2023年にYouTuber、レオザフットボールが監督をつとめるシュワーボ東京にプロ契約で入団する。しかし、同年8月に契約違反により同チームを退団した。
12月に開催された第2期WINNERSトライアウトは1次選考を通過するも、2次選考を辞退しチームから卒業。
2024年１月から高校時代の同期2名を演者に迎え一時的にチャンネル名も改名したが、最終的に高野歩夢名義に戻してチャンネル再始動。